# Amandava
 Amandava  es un género de aves paseriformes de la familia Estrildidae. Sus especies se distribuyen por la zona tropical del Viejo Mundo. La denominación del género es una corrupción del nombre de la ciudad de Ahmedabad, la cual era el centro del comercio de aves en la India antes de las restricciones por las leyes de conservación.

## Especies
Se reconocen las siguientes:
- Amandava amandava – bengalí rojo;
- Amandava formosa – bengalí verde;
- Amandava subflava – bengalí cebra.